# Shepard-Insel
Die Shepard-Insel oder John-Shepard-Insel (englisch Shepard Island) ist eine Insel, die etwa 13 Kilometer im Durchmesser misst und acht Kilometer westlich der Grant-Insel vor der Küste von Marie-Byrd-Land liegt. Sie ist überall außer an der nördlichen, seezugewandten Küste eisbedeckt und fast völlig ins Getz-Schelfeis eingebettet.
Die Insel, die im Mount Colburn eine Höhe von 522 m erreicht, ist vulkanischen Ursprungs und vor ungefähr 1,5 Mio. bis 0,6 Mio. Jahren entstanden. Das Alter der jüngsten aufgefundenen Gesteine wurde auf etwa 420.000 Jahre bestimmt. Anzeichen für holozänen Vulkanismus sind nicht vorhanden.
Die Insel wurde bei der United States Antarctic Service Expedition (1939–1941) entdeckt und nach John Shepard Jr. benannt, der die Expedition unterstützt hatte.